# Đường sắt Nghi Xương – Vạn Châu

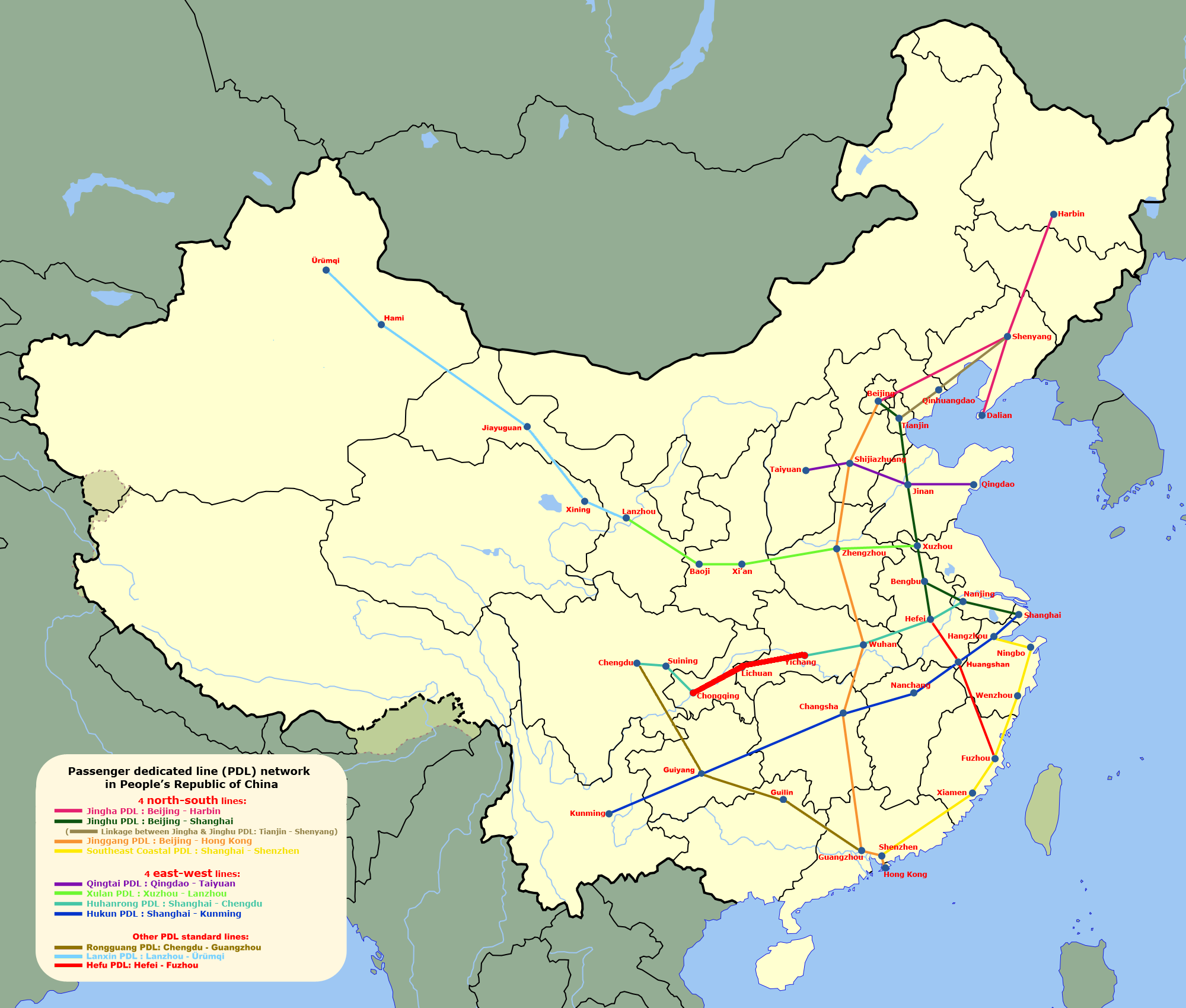
Tuyến đường sắt Nghi-Vạn, gồm tuyến Nghi Xương-Lợi Xuyên và tuyến Trùng Khánh-Lợi Xuyên, minh họa bằng đường đỏ đậm trên bản đồ.

Đường sắt Nghi Xương-Vạn Châu, hay Đường sắt Nghi-Vạn (tiếng Trung: 宜万铁路 tiếng Trung: 宜萬鐵路 bính âm: Yíwàn Tiělù) là tuyến đường sắt hoàn thành vào năm 2010 nối giữa hai thành phố Nghi Xương (tỉnh Hồ Bắc) và Vạn Châu (đô thị Trùng Khánh) qua thành phố Lợi Xuyên. Nó sẽ là một phần trong tuyến đường vận tải hành khách chuyên dụng Thượng Hải-Hán Khẩu-Thành Đô trong tương lai.